# Damas Pintadas

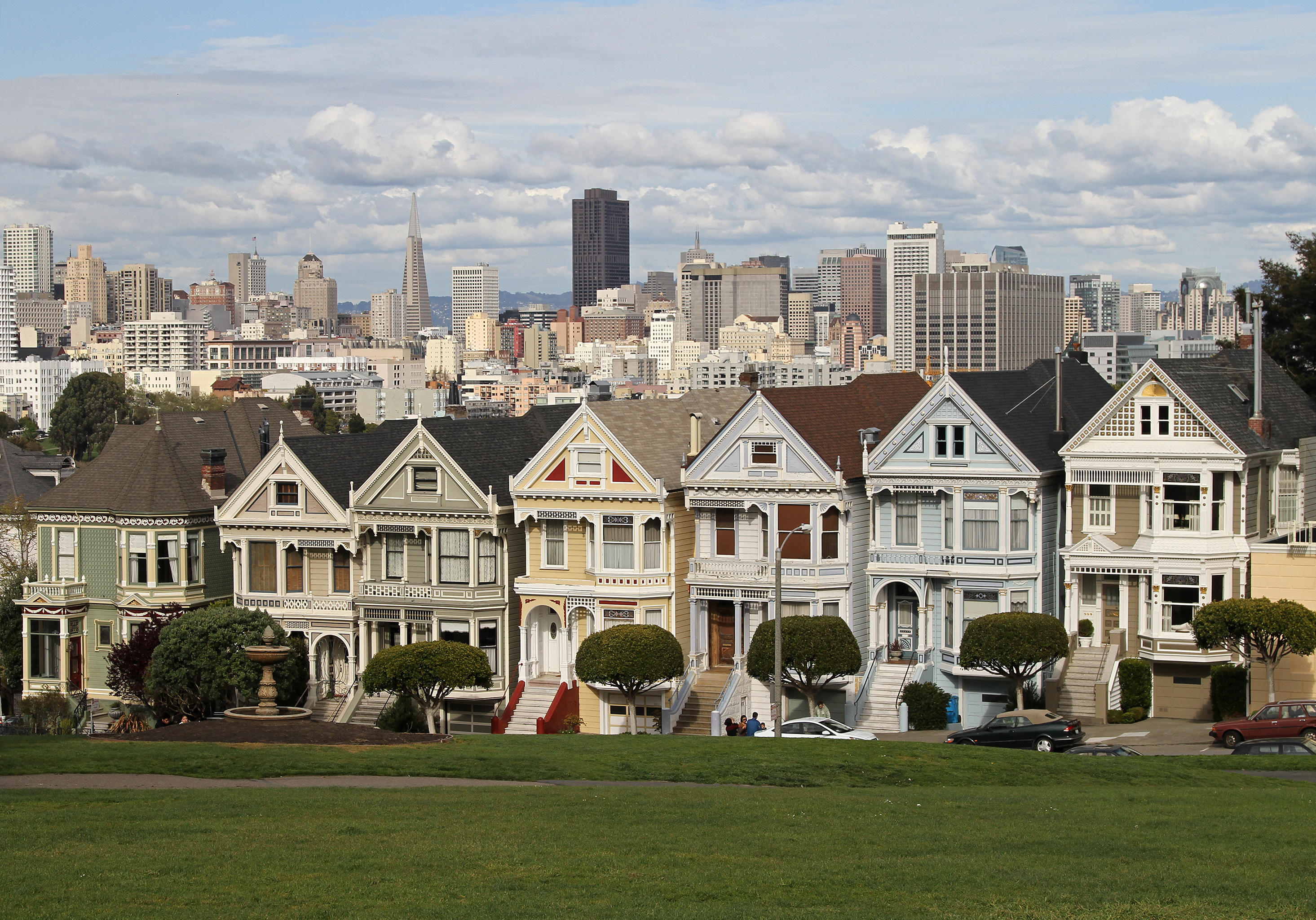
Las Damas Pintadas en Alamo Square, San Francisco

Las Damas Pintadas (Painted Ladies en inglés) es un término utilizado en la arquitectura estadounidense para designar a las casas de estilo victoriano y eduardiano pintadas en tres o más colores para embellecer sus detalles arquitectónicos. El término fue utilizado por primera vez por los escritores Elizabeth Pomada y Michael Larsen en su libro Painted Ladies - San Francisco's Resplendent Victorians para referirse a las casas victorianas de San Francisco. Desde entonces, el término también se ha utilizado para describir a grupos de casas victorianas de colores en otras ciudades de Estados Unidos, como el barrio de Charles Village en Baltimore, Lafayette Square en San Luis, gran parte de San Francisco y Nueva Orleans, Columbia-Tusculum en Cincinnati, el West End en Toledo (Ohio) y Cape May en Nueva Jersey.

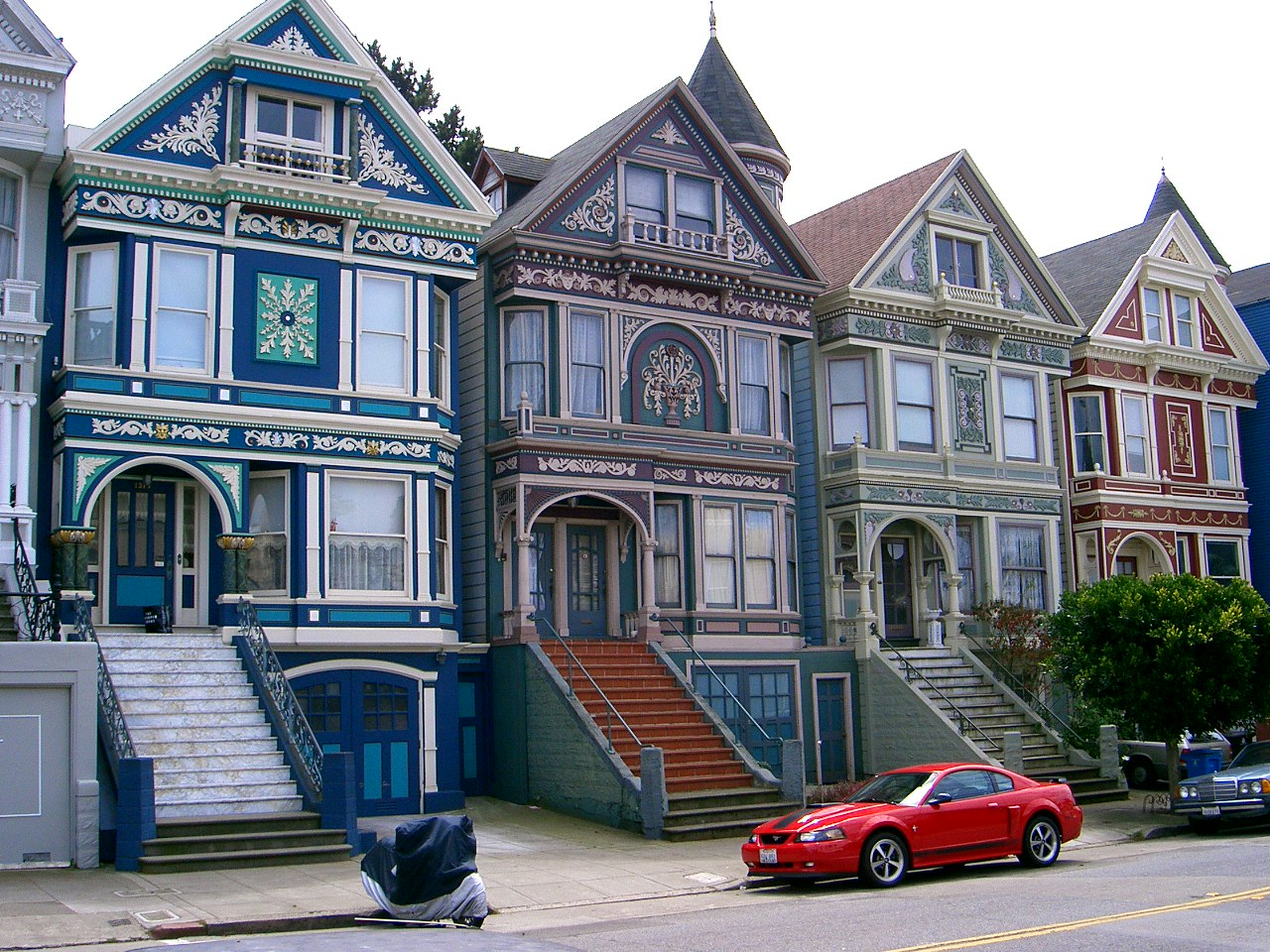
Casas victorianas en el barrio Haight-Ashbury, San Francisco